# Memoriale (atto liturgico)
Memoriale indica, nella liturgia ebraica e cristiana, l'atto liturgico di far memoria di un avvenimento importante della storia della salvezza. Tale memoria è ritenuta attualizzante: il fatto ricordato è reso presente, e i suoi frutti resi disponibili per i partecipanti al rito.

## Nell'ebraismo
Il concetto nasce nell'ebraismo: in esso la celebrazione della Pasqua, nella quale si ricorda la liberazione del popolo d'Israele dalla schiavitù d'Egitto attraverso il rito dell'agnello pasquale, è Zikkaron (זִכָּרוֹן ), "memoriale" di quella prima liberazione e promessa della liberazione futura.
Esodo 12,14: Questo giorno sarà per voi un memoriale (ebr. zikkaron); lo celebrerete come festa del Signore: di generazione in generazione, lo celebrerete come un rito perenne.

## Nel cristianesimo
La Chiesa cattolica crede che tutta la liturgia è memoriale del mistero della salvezza, cioè dell'opera che Dio Padre ha realizzato attraverso suo Figlio Gesù Cristo, fatto uomo per gli uomini, morto e risorto per la nostra salvezza.
Il memoriale per eccellenza che la Chiesa cattolica celebra è l'Eucaristia, nella quale  si ri-attualizza la passione, morte e risurrezione di Gesù.